# Euscyrtodes
Euscyrtodes is een geslacht van rechtvleugeligen uit de familie krekels (Gryllidae). De wetenschappelijke naam van dit geslacht is voor het eerst geldig gepubliceerd in 1987 door Gorochov.

## Soorten
Het geslacht Euscyrtodes omvat de volgende soorten:
- Euscyrtodes crassiceps Saussure, 1878
- Euscyrtodes ogatai Shiraki, 1930
- Euscyrtodes orientalis Gorochov, 1987
- Euscyrtodes pliginskii Gorochov, 1987
- Euscyrtodes vietnamensis Gorochov, 1988